# Tournoi féminin de volley-ball aux Jeux européen de 2015
Cet article traite de l'épreuve féminine. Pour la compétition féminine, voir Tournoi masculin de volley-ball (indoor) aux Jeux européen de 2015.
Navigation
2019
Le tournoi de volley-ball des femmes dans les jeux européens de 2015 à Bakou , en Azerbaïdjan sera la 1re édition de l'événement des Jeux européens . Il se tiendra au Baku Crystal Hall du 13 juin au 27 juin à 2015.

## Qualification

### Par équipes
| Mode de qualification                | Places totales | Femmes                                                                   |
| ------------------------------------ | -------------- | ------------------------------------------------------------------------ |
| Pays organisateur                    | 1              | Azerbaïdjan                                                              |
| Rang Européen CEV (1er janvier 2015) | 9              | Russie Serbie Italie Turquie Allemagne Pays-Bas Pologne Belgique Croatie |
| Rang Ligue Européenne (2011-2014)    | 2              | Bulgarie Roumanie                                                        |
| Total                                |                | 12                                                                       |

## Composition des poules
Les équipes sont disposées suivant le système Serpentine en fonction de leur classement européenne à compter du 1er janvier 2015.
Les 12 équipes sont séparées en deux groupes de six, lesquelles disputent un round robin entre elles. Les quatre premiers de chaque groupe sont qualifiés pour la phase finale, les deux derniers sont éliminés. La phase finale consiste en quarts de finale croisés entre les groupes, demi-finales, finale pour la médaille de bronze et finale.
| Poule A            | Poule B       |
| ------------------ | ------------- |
| Azerbaïdjan (Hôte) | Russie (1)    |
| Italie (3)         | Serbie (2)    |
| Turquie (4)        | Allemagne (5) |
| Pologne (7)        | Pays-Bas (6)  |
| Belgique (8)       | Croatie (9)   |
| Roumanie (15)      | Bulgarie (10) |

### Poule A

#### Classement
| # | Équipe      | Pts | J | G | Gt | Pt | P | Sp | Sc | Ratio | Pp  | Pc  | Ratio |
| 1 | Turquie     | 13  | 5 | 4 | 0  | 1  | 0 | 14 | 3  | 4.667 | 403 | 319 | 1.263 |
| 2 | Azerbaïdjan | 11  | 5 | 3 | 1  | 0  | 1 | 12 | 7  | 1.714 | 453 | 409 | 1.108 |
| 3 | Pologne     | 9   | 5 | 2 | 1  | 1  | 1 | 11 | 8  | 1.375 | 425 | 403 | 1.055 |
| 4 | Belgique    | 6   | 5 | 1 | 1  | 1  | 2 | 8  | 11 | 0.727 | 393 | 431 | 0.912 |
| 5 | Roumanie    | 3   | 5 | 1 | 0  | 0  | 4 | 4  | 12 | 0.333 | 334 | 387 | 0.863 |
| 6 | Italie      | 3   | 5 | 1 | 0  | 0  | 4 | 4  | 12 | 0.333 | 325 | 387 | 0.84  |

- Qualifiés pour les quarts de finale

### Poule B

#### Classement
| # | Équipe    | Pts | J | G | Gt | Pt | P | Sp | Sc | Ratio | Pp  | Pc  | Ratio |
| 1 | Serbie    | 13  | 5 | 4 | 0  | 1  | 0 | 14 | 4  | 3.5   | 426 | 359 | 1.187 |
| 2 | Pays-Bas  | 11  | 5 | 3 | 1  | 0  | 1 | 12 | 7  | 1.714 | 432 | 405 | 1.067 |
| 3 | Allemagne | 9   | 5 | 2 | 1  | 1  | 1 | 12 | 8  | 1.5   | 428 | 434 | 0.986 |
| 4 | Russie    | 5   | 5 | 1 | 1  | 0  | 3 | 7  | 11 | 0.636 | 392 | 406 | 0.966 |
| 5 | Bulgarie  | 4   | 5 | 1 | 0  | 1  | 3 | 6  | 12 | 0.5   | 390 | 404 | 0.965 |
| 6 | Croatie   | 3   | 5 | 1 | 0  | 0  | 4 | 4  | 13 | 0.308 | 352 | 412 | 0.854 |

- Qualifiés pour les quarts de finale

## Phase finale

### Tableau
|  | Quarts de finale | Quarts de finale |         |             | Demi-finales           | Demi-finales           |   |  | Finale  | Finale  |
|  | Quarts de finale | Quarts de finale |         |             | Demi-finales           | Demi-finales           |   |  | Finale  | Finale  |
|  |                  |                  |         |             |                        |                        |   |  |         |         |
|  | 23 Juin          | 23 Juin          |         |             | 25 Juin                | 25 Juin                |   |  | 27 Juin | 27 Juin |
|  | 23 Juin          | 23 Juin          |         |             | 25 Juin                | 25 Juin                |   |  | 27 Juin | 27 Juin |
|  | Turquie          | 3                |         |             | 25 Juin                | 25 Juin                |   |  | 27 Juin | 27 Juin |
|  | Turquie          | 3                |         |             | 25 Juin                | 25 Juin                |   |  | 27 Juin | 27 Juin |
|  | Russie           | 1                |         |             | 25 Juin                | 25 Juin                |   |  | 27 Juin | 27 Juin |
|  | Russie           | 1                | Turquie | 3           |                        |                        |   |  | 27 Juin | 27 Juin |
|  | 23 Juin          |                  | Turquie | 3           |                        |                        |   |  | 27 Juin | 27 Juin |
|  |                  | Azerbaïdjan      | 2       |             |                        |                        |   |  | 27 Juin | 27 Juin |
|  | Azerbaïdjan      | Azerbaïdjan      | 2       | 3           |                        |                        |   |  | 27 Juin | 27 Juin |
|  | Azerbaïdjan      |                  |         | 3           |                        |                        |   |  | 27 Juin | 27 Juin |
|  | Pays-Bas         | 0                |         |             |                        |                        |   |  | 27 Juin | 27 Juin |
|  | Pays-Bas         | 0                | Turquie | 3           |                        |                        |   |  |         |         |
|  | 23 Juin          |                  | Turquie | 3           |                        |                        |   |  |         |         |
|  |                  | Pologne          | 0       |             |                        |                        |   |  |         |         |
|  | Pologne          | Pologne          | 0       | 3           |                        |                        |   |  |         |         |
|  | Pologne          | 25 Juin          |         | 3           |                        |                        |   |  |         |         |
|  | Allemagne        | 2                |         |             |                        |                        |   |  |         |         |
|  | Allemagne        | 2                | Pologne | 3           |                        |                        |   |  |         |         |
|  | 23 Juin          | 23 Juin          | Pologne | 3           | Match pour la 3e place | Match pour la 3e place |   |  |         |         |
|  | 23 Juin          | 23 Juin          |         | Serbie      | Match pour la 3e place | Match pour la 3e place | 2 |  |         |         |
|  | Belgique         | 2                | 27 Juin | 27 Juin     |                        |                        | 2 |  |         |         |
|  | Belgique         | 2                | 27 Juin | 27 Juin     |                        |                        |   |  |         |         |
|  | Serbie           | 3                |         | Azerbaïdjan | 2                      |                        |   |  |         |         |
|  | Serbie           | 3                |         | Azerbaïdjan | 2                      |                        |   |  |         |         |
|  |                  |                  |         |             |                        |                        |   |  | Serbie  | 3       |
|  |                  |                  |         |             |                        |                        |   |  | Serbie  | 3       |

## Résultats

### Classement final
| Rang                                | Nation      |
| ----------------------------------- | ----------- |
| Médaille d'or, Jeux olympiques      | Turquie     |
| Médaille d'argent, Jeux olympiques  | Pologne     |
| Médaille de bronze, Jeux olympiques | Serbie      |
| 4                                   | Azerbaïdjan |
| 5                                   | Allemagne   |
| -                                   | Russie      |
| -                                   | Pays-Bas    |
| -                                   | Belgique    |
| 9                                   | Bulgarie    |
| -                                   | Roumanie    |
| 11                                  | Croatie     |
| -                                   | Italie      |